# Ryan Leslie
Anthony Ryan Leslie, profissionalmente conhecido como Ryan Leslie (Washington, D.C., 25 de setembro de 1978), é um cantor, produtor musical, multi-instrumentista e rapper norte-americano.

## Indicações e premiações
- BET Awards
  - 2009, Best Male R&B Artist [Nomeado]
  - 2009, Best New Artist [Nomeado]

- Grammy Awards
  - 2011, Best Contemporary R&B Album: Transition [Nomeado]

- Soul Train Awards
  - 2009, Best New Artist [Nomeado]

- Academic Awards
  - 2010, AMBLE Vanguard Award da Harvard University[1]